# 铺设龙骨

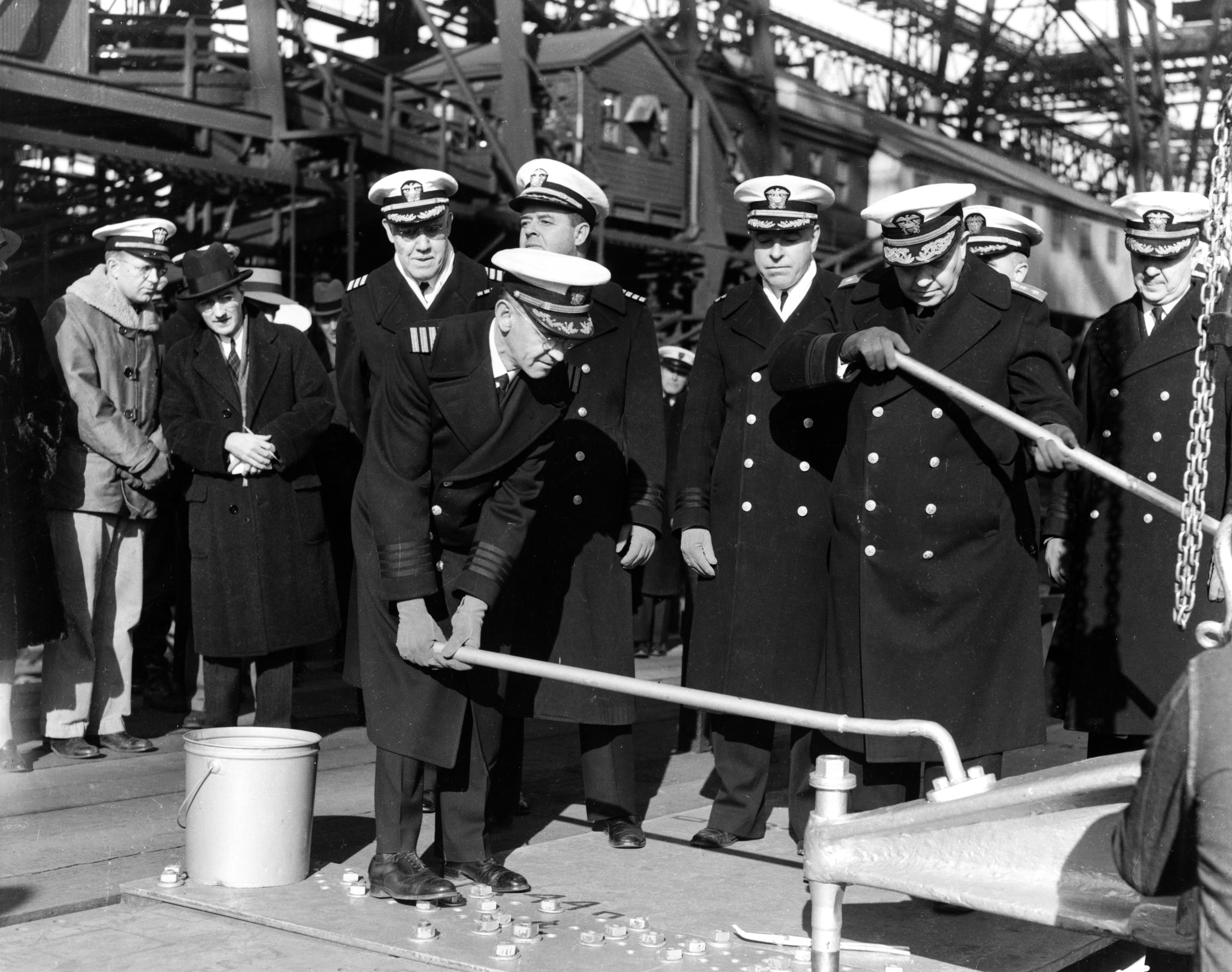
1941年密蘇里號龙骨架设时转动第一个铆钉（或称“golden rivet”）。

铺设龙骨是船只建造中的过程，在美国和英国的传统中代表着造船的正式开始。造船公司和船舶的最终所有者通常会举行龙骨架设的仪式。
铺设龙骨是造船过程中四个会特别庆祝的事件之一，剩余的则是下水、试航行和退役。
早期的龙骨架设通常指放置构成船舶骨架的中央木材。随着钢制船舶取代木制船舶，中央部分也使用钢梁代替木材。
现代船舶通常从一套预制的、完整的船体建造，而非围绕单一的龙骨。人们则将模块组件的首次连接或第一个模块在码头上卸下的过程视为现代的龙骨架设，即“龙骨认证”（英語：keel authentication），来作为船舶生涯开始的仪式。模块的建造则可能在此之前的数月就已经开始。